# Els Van den Bogaert-Ceulemans
Pour les articles homonymes, voir Van den Bogaert.
Els Van den Bogaert-Ceulemans, née Elza Ceulemans le 25 mars 1930 à Lierre et morte le 12 mars 2023 dans la même ville, est une femme politique belge.

## Biographie
Son fils, Guido Van den Bogaert (nl), est président du conseil provincial de la province d'Anvers de 2000 à 2006.

## Mandats et fonctions
- Président du Katholiek Vormingswerk voor Landelijke Vrouwen (nl) (KVLV)
- Conseillère communale de Lierre : 1977-1995
- Échevin de Lierre : 1977-1982
- Membre du Sénat belge (sénateur provincial de la province d'Anvers) : 1989-1991

## Sources
1. ↑  (nl) « Faire part » (consulté le 10 décembre 2023)

- Laureys, V., Van den Wijngaert, M., De geschiedenis van de Belgische Senaat 1831-1995, Lannoo, 1999.